# Amazon Pay
Amazon Pay — сервис обработки онлайн-платежей, принадлежащий Amazon. Запущенный в 2007 году, Amazon Pay использует клиентскую базу Amazon.com и фокусируется на предоставлении пользователям возможности оплачивать свои услуги со своих учетных записей Amazon на веб-сайтах внешних продавцов. С января 2019 года услуга доступна в Австрии, Бельгии, Кипре, Германии, Дании, Испании, Франции, Венгрии, Люксембурге, Ирландии, Индии, Италии, Японии, Нидерландах, Португалии, Швеции, Великобритании и США. Amazon Pay объявила о партнерстве с Worldpay в 2019 году, что позволило клиентам WorldPay включить Amazon Pay в рамках той же интеграции.

## Продукты
Amazon Pay включает в себя множество продуктов для покупателей и продавцов для обработки онлайн-платежей.
Amazon Pay
Amazon Pay предоставляет возможность покупать товары и услуги на веб-сайтах и в мобильных приложениях, используя адреса и способы оплаты, хранящиеся в учетной записи Amazon, например кредитные карты, банковский счет с прямым дебетом или единый платежный интерфейс в Индии.
Amazon Pay Express
Amazon Pay Express — сервис обработки платежей для простых случаев использования электронной коммерции на веб-сайтах. Созданный на базе Amazon Pay, но не требующий полной интеграции с электронной коммерцией, он использует генератор кода кнопки Java для создания кнопки, которую можно скопировать и вставить на веб-сайт или добавить через плагин WordPress. Он лучше всего подходит для продавцов, продающих небольшое количество товаров с одним товаром в каждом заказе, например, для цифровой загрузки.